# Grant Gustin
Thomas Grant Gustin (Norfolk, 14 de janeiro de 1990) é um ator, cantor e dançarino americano, conhecido por interpretar o papel de Barry Allen / Flash em The Flash e Sebastian Smythe em Glee.

## Biografia
Durante seus anos escolares, Grant fez parte do Governor’s School for the Arts (uma escola de artes regional) em Norfolk, estudando Teatro Musical. Em 2008, ele se formou no Granby High School e foi estudar no BFA Music Theatre Program na Elon University na Carolina do Norte por dois anos.
Ele deixou a escola para fazer o papel de “Baby John” na Broadway Revival Tour, com o musical West Side Story, fazendo parte assim desde o dia 30 de setembro de 2010 até o dia 23 de setembro de 2011.
Casou-se com Andrea La Thome em 15 de dezembro de 2018, com quem esta junto desde janeiro de 2016

Grant estreou na série de televisão Glee como Sebastian Smythe, um membro abertamente gay da Warblers Dalton Academy.
Depois disso ele começou a filmar "A Mother's Nightmare" (que pode ser traduzido como "Pesadelo de uma mãe"), um filme de TV para a rede Lifetime, no final de Maio de 2012. O projeto, que tem em seu elenco as atrizes Annabeth Gish e Jessica Lowndes, foi filmado no Canadá.

## Discografia
| Música                              | Onde?                   | Música original |
| ----------------------------------- | ----------------------- | --------------- |
| Uptown Girl                         | Glee, ep.The First Time | Billy Joel      |
| Bad                                 | Glee, ep. Michael       | Michael Jackson |
| Smooth Criminal (feat. Naya Rivera) | Glee, ep. Michael       | Michael Jackson |
| Stand                               | Glee ep. On My Way      | Lenny Kravitz   |
| Glad You Came                       | Glee ep. On My Way      | The Wanted      |
| Live While We're Young              | Glee ep. Thanksgiving   | One Direction   |
| Running Home To You                 | The Flash, ep. Duet     | –               |
| Super Friend                        | The Flash, ep. Duet     | –               |

## Filmografia
| Ano       | Título                   | Papel                       | Notas                         |
| --------- | ------------------------ | --------------------------- | ----------------------------- |
| 2006      | A Haunting               | Namorado da Stacey          | Episódio: "Hungry Ghosts"     |
| 2011-2013 | Glee                     | Sebastian Smythe            | Recorrente; 3ª e 4ª Temporada |
| 2012      | CSI: Miami               | Scott Ferris / Trent Burton | Episódio: "Terminal Velocity" |
| 2012      | The Glee Project         | Ele mesmo                   | Episódio: "Theatricality      |
| 2012      | A Mother's Nightmare     | Chris Stewart               | Personagem Principal          |
| 2013      | 90210                    | Campbell Price              | 8 episódios                   |
| 2013-2020 | Arrow                    | Barry Allen / Flash         | 8 episódios                   |
| 2014-2023 | The Flash                | Barry Allen / Flash         | Personagem Principal          |
| 2015-2016 | Vixen                    | Barry Allen / Flash         | 8 episódios (Apenas voz)      |
| 2016      | Supergirl                | Barry Allen / Flash         | 4 episódios                   |
| 2016      | DC's Legends of Tomorrow | Barry Allen / Flash         | 4 episódios                   |
| 2019      | Batwoman                 | Barry Allen / Flash         | 1 episódio                    |

| Ano  | Título                                      | Papel            | Notas                                           |
| ---- | ------------------------------------------- | ---------------- | ----------------------------------------------- |
| 2003 | Kid Fitness Jungle Adventure Exercise Video | Criança do Clube | Diretamente em vídeo                            |
| 2004 | Rain                                        | Logan            | Filme para a faculdade                          |
| 2014 | Affluenza                                   | Todd Goodman     | Primeiro filme cinematográfico; papel principal |
| 2017 | Krystal                                     | Campbell Ogburn  |                                                 |
| 2018 | Tom and Grant                               | Grant            | Curta-metragem                                  |
| 2022 | Rescued by Ruby                             | Daniel O'Neil    | Protagonista                                    |
| 2023 | Puppy Love                                  | Max Stevenson    | Protagonista                                    |
| ASD  | Operation Blue Eyes                         | Barry Keenan     | Em produção                                     |

## Premiações e nomeações
| Ano  | Premiação           | Categoria                                             | Trabalho  | Resultado | Ref.  |
| ---- | ------------------- | ----------------------------------------------------- | --------- | --------- | ----- |
| 2015 | Kids' Choice Awards | Favorite TV Actor                                     | The Flash | Indicado  | [ 7 ] |
| 2015 | Teen Choice Awards  | Choice TV: Breakout Star                              | The Flash | Venceu    | [ 8 ] |
| 2015 | Teen Choice Awards  | Choice TV: Chemistry compartilhado com Candice Patton | The Flash | Indicado  | [ 8 ] |
| 2015 | Teen Choice Awards  | Choice TV: Liplock compartilhado com Candice Patton   | The Flash | Indicado  | [ 8 ] |
| 2015 | Saturn Awards       | Breakthrough Performance Award                        | The Flash | Venceu    | [ 9 ] |
| 2015 | Saturn Awards       | Best Actor in a Television Series                     | The Flash | Indicado  | [ 9 ] |